# بریسوگنه
بریسوگنه (به ایتالیایی: Brissogne) یک کومونه در ایتالیا است که در واله دائوستا واقع شده‌است.

## خصوصیات
بریسوگنه ۲۵ کیلومترمربع مساحت و ۹۷۷ نفر جمعیت دارد و ۸۳۹ متر بالاتر از سطح دریا واقع شده‌است.